# Denar macedonean
Denar macedonean  (sau, în macedoneană Денар, MKD potrivit normei ISO 4217) este unitatea monetară oficială a Macedoniei de Nord, din 1993. Denarul macedonean este împărțit în 100 de deni (macedoneană дени).

## Rata de schimb, în raport cueuro
- 1 EUR = 61,5 MKD
- 1 MKD = 0.01 EUR

## Etimologie
Denumirea denarului provine de la unitatea monetară din Roma Antică, Denarius.

## Istoria denarului macedonean
Republica Macedonia și-a proclamat independența față de Iugoslavia la 20 noiembrie 1991. Instituirea unei monede naționale a devenit atunci esențială. La 26 aprilie 1992 a fost introdus denarul, cu o rată de schimb de 1:1 față de dinarul iugoslav timp de trei zile. La 30 aprilie, la orele 20, dinarul iugoslav nu mai avea curs legal pe teritoriul noii republici. Inițial, statul macedonean a emis cupoane, echivalente cu dinarul convertibil iugoslav (YUN). Denarul macedonean trebuia să facă față unei inflații foarte ridicate, care crește în medie de 83 % pe lună. Guvernul macedonean a luat rapid măsuri drastice ca fixarea cursului denarului după acela al mărci germane (27:1) și înghețarea prețurilor la energie și la alimente. După patru luni, rata inflației a coborât la 8 % pe lună și măsurile luate de guvern au fost încununate de succes întrucât denarul era de atunci o monedă viabilă. În mai 1993, a fost introdus un nou denar care valora 100 de denari vechi. La 5 mai 1993, o reformă monetară a avut loc, iar denarul macedonean (MKD) a înlocuit, în mod oficial, dinarul iugoslav, în Republica Macedonia, cu rata de 1%;  un denar macedonean valora 3,5 mărci germane (Deutsche Mark). 
Introducerea unei monede proprii a permis Macedoniei să nu fie atinsă de hiperinflația care ataca atunci dinarul iugoslav.
În 1998, denarul a fost fixat la euro, iar rata de schimb a rămas fixă, de atunci. Drept consecință rata inflației a ajuns la 2,6% pe an. Moneda euro este acceptată în Macedonia pentru plăți de sume importante, dar denarul rămâne totuși folosit pentru mici tranzacții.

## Monedele metalice macedonene
| Pescăruș în zbor  | Câine ciobănesc în munții Sar | Păstrăv din lacul Ohrid | Râs                |
| ----------------- | ----------------------------- | ----------------------- | ------------------ |
| Monedă de 50 deni | Monedă de 1 denar             | Monedă de 2 denari      | Monedă de 5 denari |
|                   |                               |                         |                    |

## Bancnote macedonene
Bancnotele care sunt în prezent în circulație au fost desenate în 1996, iar cele cu valori nominale de 1.000 și 500 denari au fost refăcute în 2003. Bancnotele de 10, 50 și 100 de denari sunt imprimate de Banca Națională a Republicii Macedonia (în macedoneană Народна банка на Република Македонија), în timp ce bancnotele de 500, 1000 și 5000 de denari sunt imprimate de De La Rue în Regatul Unit. Bancnotele sunt protejate contra falsificării îndeosebi prin filigran, tipar adânc, microtext și cerneală optic variabilă.
Bancnotele următoare sunt în circulație din 1996
- 5000 denari - model 1996 (imprimat în Regatul Unit)
- 1000 denari - model 1996 și model 2003
- 500 denari - model 1996 și model 2003
- 200 denari-bancnotă
- 100 denari - model 1996
- 50 denari - monedă
- 10 denari - monedă
- 5 denari- monedă
- 2 denari- monedă